# Jason Reeves
Jason Reeves (Iowa City, 1 de julho de 1984), é um cantor e compositor americano. Auto-didata no violão, Jason começou sua aventura musical na adolescência, quando ele descobriu as obras de Bob Dylan e James Taylor, lendas do folk. Transformado, Jason passou os anos seguintes aperfeiçoando suas composições, antes de sair da faculdade e se mudar para a Califórnia, para se dedicar a música em tempo integral.